# FIA Formule 3-kampioenschap
Het FIA Formule 3-kampioenschap is een vorm van autosport die wordt geïntroduceerd in 2019. Het kampioenschap wordt georganiseerd door de Fédération Internationale de l'Automobile. De klasse geldt als opstapklasse naar de Formule 2 en de Formule 1. Het kampioenschap ontstond na een samenvoeging tussen de GP3 Series en het Europees Formule 3-kampioenschap en werd bekendgemaakt op 10 maart 2018. De klasse is opgericht om de route voor jonge coureurs richting de Formule 1 duidelijker te maken; om deze reden werd eerder nieuw leven ingeblazen in de Formule 2 en werd de Formule 4 nieuw opgericht. Net als in de GP3 Series zullen ook alle races van het FIA Formule 3-kampioenschap worden verreden in het voorprogramma van de Formule 2 en de Formule 1.

## De Formule 3-wagen
Alle Formule 3-teams komen uit met gelijkwaardig materiaal. Het chassis is gebouwd door Dallara, dat ook de Formule 2- en GP3-wagens gebouwd heeft. Alle auto's waren voorzien van een 380 pk sterke Mecachrome V6-motor en een semiautomatische 6-versnellingsbak. Hiernaast maakten alle teams gebruik van Pirelli banden en remmen van Brembo.

### Technische specificaties
- Chassis: Dallara F3 2019
- Motor: Mecachrome V634 F3 V6 3.4 liter 380pk (283 kW), 8.000rpm
- Versnellingsbak: 6 traps semi automatisch van Hewland
- Velgen: O.Z. Racing
- Banden: Pirelli
- Remschijven: Brembo
- Brandstof: Elf LMS 102 RON
- Elektronica: Magneti Marelli
- Stuurwiel: XAP
- Veiligheidsmateriaal: HANS systeem, 6 punts gordel van Sabelt, halo.

## Kampioenen
| Jaar | Coureur                          | Team         | Tweede           | Derde           |
| ---- | -------------------------------- | ------------ | ---------------- | --------------- |
| 2019 | Robert Shwartzman                | Prema Racing | Marcus Armstrong | Jehan Daruvala  |
| 2020 | Oscar Piastri                    | Prema Racing | Théo Pourchaire  | Logan Sargeant  |
| 2021 | Dennis Hauger* (Prema Racing)    | Trident      | Jack Doohan      | Clément Novalak |
| 2022 | Victor Martins* (ART Grand Prix) | Prema Racing | Zane Maloney     | Oliver Bearman  |
| 2023 | Gabriel Bortoleto* (Trident)     | Prema Racing | Zak O'Sullivan   | Paul Aron       |
| 2024 | Leonardo Fornaroli* (Trident)    | Prema Racing | Gabriele Minì    | Luke Browning   |
| 2025 | Rafael Câmara                    | n.n.b.       | n.n.b.           | n.n.b.          |

* Deze rijders werden kampioen, maar hun team werd geen teamskampioen. Het team van de kampioen staat tussen haakjes aangegeven.